# Billrothstraße (Wien)
Die Billrothstraße ist eine Hauptstraße im 19. Wiener Gemeindebezirk Döbling.

## Geschichte
Die Vorläuferin der Billrothstraße durchquerte den Vorort und heutigen Bezirksteil Oberdöbling. Döbling wurde zwar schon 1114 erstmals urkundlich erwähnt; seinen Aufschwung begann Oberdöbling aber im 18. Jahrhundert. Zwischen 1765 und 1786 entstanden in Oberdöbling fünf neue Straßen. Heute sind dies Döblinger Hauptstraße, Heiligenstädter Straße, Pyrkergasse, Pokornygasse und die Billrothstraße. Die Billrothstraße hieß ursprünglich 1796 An der Stiege und In den Sätzen, später Hirschengasse. Nach Eingemeindung der Vororte nach Wien erhielt die Straße mit Gemeinderatsbeschluss vom 18. Juli 1894 die Bezeichnung Billrothstraße nach dem Chirurgen Theodor Billroth.
Von 1855/56 bis Ende 1911 bestand am Anfang der Billrothstraße (Nr. 5, damals Hirschengasse 5) das Gaswerk Döbling der Imperial Continental Gas Association.
1885 wurde im oberen Teil der Straße die Krankenanstalt Rudolfinerhaus eröffnet.
Ab 1887 wurde durch die Billrothstraße eine Pferdebahn eingerichtet; ab Ende August 1902 war die Strecke elektrifiziert. Von Oktober 1946 bis Dezember 1958 verkehrte bis zur Krottenbachstraße auch die O-Bus-Linie 22 nach Salmannsdorf durch die Billrothstraße. Auf der Kreuzung mit der Döblinger Hauptstraße und der Glatzgasse am Anfang der Straße ereignete sich am 2. August 1960 der schwerste Unfall in der Geschichte der Wiener Straßenbahn.

## Beschreibung

### Verlauf
Die Billrothstraße zweigt von der Döblinger Hauptstraße rund 150 m nach deren Beginn ab und verläuft ansteigend bis zur Einmündung der Gymnasiumstraße und der Kreuzung mit der Peter-Jordan-Straße. Die geschlossene Bebauung in diesem Bereich besteht überwiegend aus bis zu viergeschoßigen Gebäuden aus dem letzten Viertel des 19. und Anfang des 20. Jahrhunderts im Stil des strengen bzw. späten Historismus und der Wiener Secession. Gleich am Anfang dominieren allerdings der Gemeindebau Pestalozzi-Hof aus den Jahren 1925/26 (Nr. 5), die daneben gelegene Gleichrichterstation (Nr. 7, 1925) und das Julius-Tandler-Heim (1927) das Stadtbild; hinzu kommt der nicht unmittelbar an der Billrothstraße gelegene, aber gut sichtbare Klose-Hof an der Ecke Philippovichgasse/Werkmanngasse nach Plänen von Josef Hoffmann. Eine weitere Gemeindebauanlage ist der nach der Ecke Schegargasse gelegene, von 1956 bis 1958 errichtete Kopenhagen-Hof. An der Ecke zur Hardtgasse liegt der 1907 im Heimatstil gestaltete Selma-Hof.
An dieser Kreuzung schwenkt die Billrothstraße nach Norden ein. Unter den Gebäuden befinden sich jetzt öfter ältere Häuser aus der ersten Hälfte des 19. Jahrhunderts. Aus dieser Periode stammt im Kern auch die schräg gegenüber der Gatterburggasse gelegene Sektkellerei Kattus, während die andere Straßenseite erst vom Josef-Wiedermann-Hof (errichtet 1966–1968) und nach der Gatterburggasse vom langgestreckten Rosa-Albach-Retty-Hof (erbaut 1973–1975) beherrscht wird.
Nach der Abzweigung der Krottenbachstraße erstreckt sich auf der gegenüberliegenden Straßenseite von Nr. 68 bis 72 ein geschlossener Verband zweigeschoßiger Vorstadthäuser aus dem 18. Jahrhundert; die Vorgärten sind durch Stützmauern gegenüber der Straße abgegrenzt.
Danach beschreibt die Billrothstraße an der Kreuzung mit der Hofzeile einen Schwenk von 60 Grad nach Westnordwest (ungefähr geradeaus führt die Silbergasse weiter zur Ruthgasse) und verläuft dann zunächst zwischen Richard-Eybner-Park und dem parkartigen Gelände des Rudolfinerhauses im Norden sowie dem Karl-Fellinger-Park und dem Areal des Gymnasiums und Realgymnasiums GRG 19 im Süden. Nach einem leichten Rechtsschwenk in nordwestliche Richtung überquert sie die Vorortelinie mit der S-Bahn-Station Oberdöbling und endet schließlich nach dem Strauß-Lanner-Park an der Gabelung Sieveringer Straße und Grinzinger Allee.

### Verkehr
Durch ihren Verlauf ist die Billrothstraße Zubringer für Verkehr vom Stadtzentrum (über Nussdorfer Straße und Döblinger Hauptstraße) in die Bezirksteile Sievering und Grinzing sowie von beiden aus weiter zur Wiener Höhenstraße. Außerdem ist sie zwischen Krottenbachstraße und Silbergasse Teil der Wiener Vororte Straße (ehemals B222), der stark frequentierten Verbindung von den westlichen Bezirken zum nördlichen Donaukanal und von dort über die Donaukanal Straße (früher B227) zur Nordbrücke sowie über Lorenz-Müller-Gasse und Floridsdorfer Brücke nach Floridsdorf.
Die Billrothstraße ist als Hauptstraße A kategorisiert.
In ihrer ganzen Länge wird die Billrothstraße von der Straßenbahnlinie 38 (Grinzing – Schottentor) durchfahren. Von der Krottenbachstraße stadteinwärts verkehrt die aus Salmannsdorf kommende Autobuslinie 35A (in der Gegenrichtung allerdings erst ab der Gymnasiumstraße) zur U-Bahn- und S-Bahn-Station Spittelau; die vom Bahnhof Wien Heiligenstadt kommende Autobuslinie 10A erreicht die Billrothstraße über die Silbergasse und verlässt sie durch die Chimanistraße Richtung U-Bahn-Station Niederhofstraße, während sie in der Gegenrichtung schon von der Peter-Jordan-Straße einbiegt.
Zugang zum hochrangigen städtischen Schienennetz besteht über die Haltestelle Oberdöbling der S-Bahn Wien.

## Bemerkenswerte Adressen
(Denkmalgeschützte Objekte sind durch Fettdruck hervorgehoben.)
- vor Nr. 5: Klose-Hof (Philippovichgasse 1–3)[9]
- Nr. 5: Pestalozzi-Hof (Identanschrift: Philippovichgasse 2–4)[9]
- Nr. 7: Gleichrichterstation
- Nr. 8–12: Kopenhagen-Hof (Identanschrift: Schegargasse 13–15)
- Nr. 9: Julius-Tandler-Heim (errichtet 1927 nach Plänen von Ella Briggs als Ledigen-Wohnheim, heute Übergangswohnheim neunerhaus Billrothstraße[10])
- Nr. 20: Selma-Hof
- Nr. 26–30: GRG19/BI26 Billrothgymnasium
- Nr. 32: Josef-Wiedermann-Hof
- Nr. 42–48: Rosa-Albach-Retty-Hof
- Nr. 51: Sektkellerei Kattus
- Nr. 66: neoklassizistisches Miethaus aus dem Jahr 1921
- Nr. 68, 70, 72, 74: Vorstadthäuser aus dem späten 18. Jahrhundert
- Nr. 78: Krankenanstalt Rudolfinerhaus
- Nr. 73: GRG 19 Billrothstraße 73 (Gymnasium und Realgymnasium)
- Nr. 88: Strauß-Lanner-Park, ehemaliger Döblinger Ortsfriedhof mit den denkmalgeschützten Grabsteinen für Johann Strauss (Vater) und Joseph Lanner

## Bildergalerie

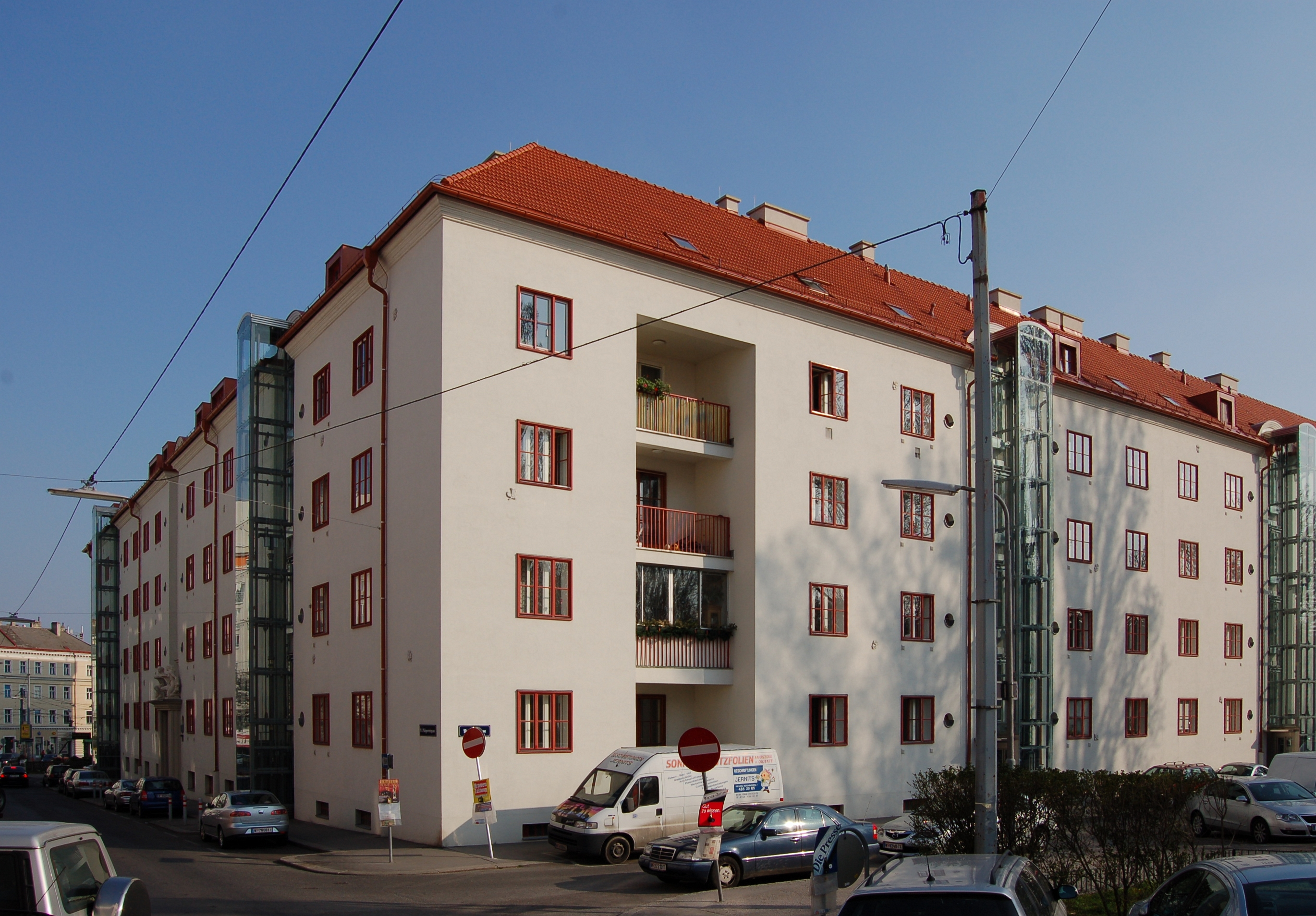
Klose-Hof (Philippovichgasse)
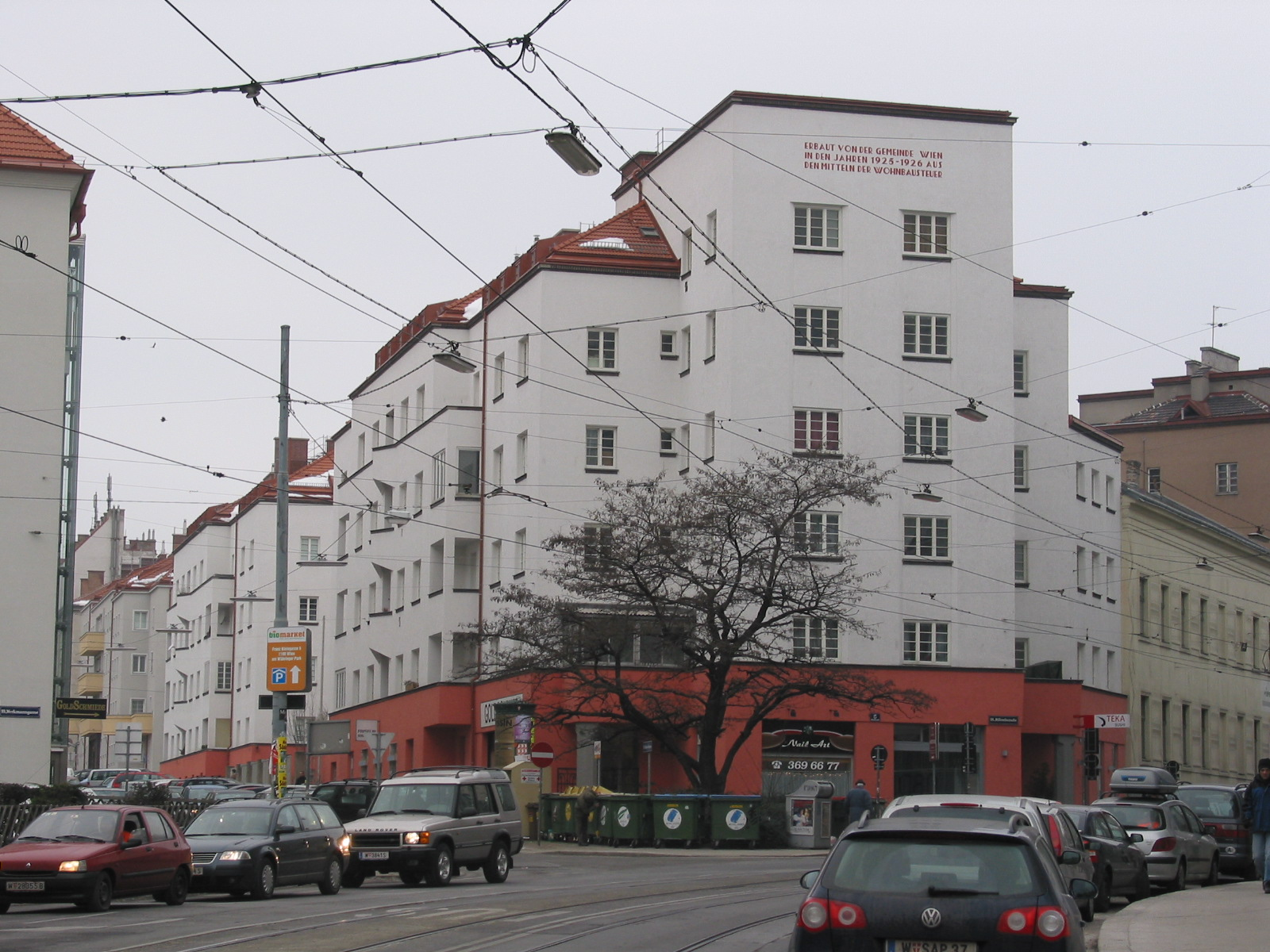
Pestalozzi-Hof
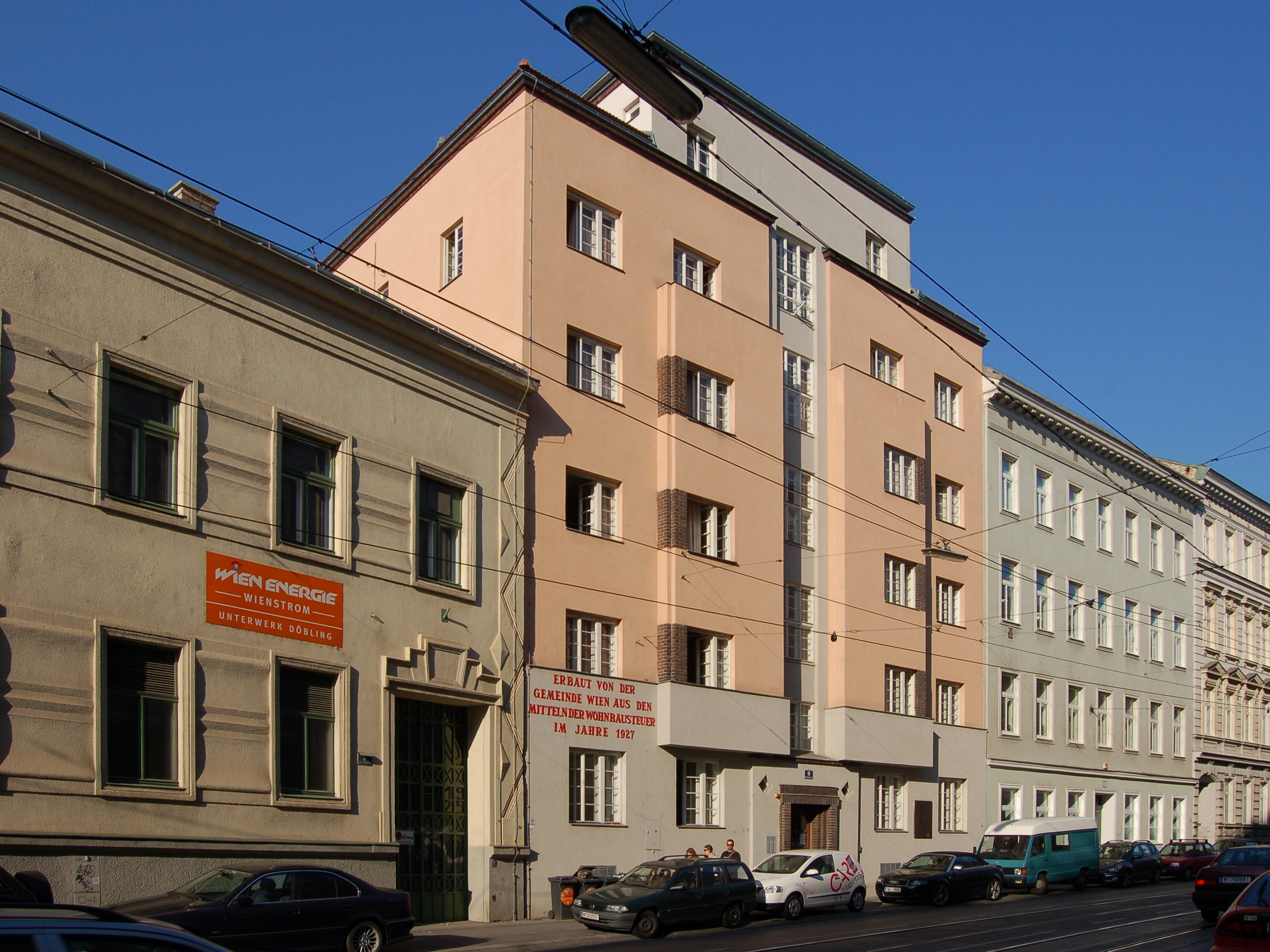
Julius-Tandler-Heim, links daneben die Gleichrichterstation
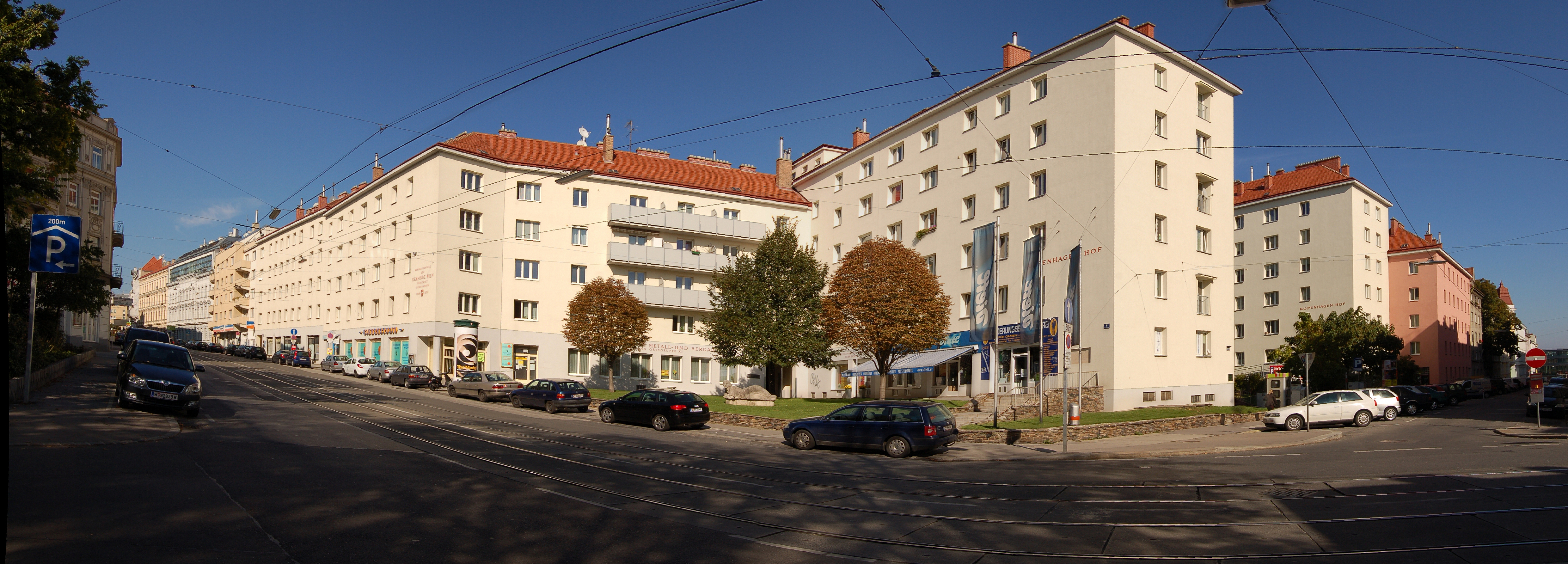
Kopenhagen-Hof
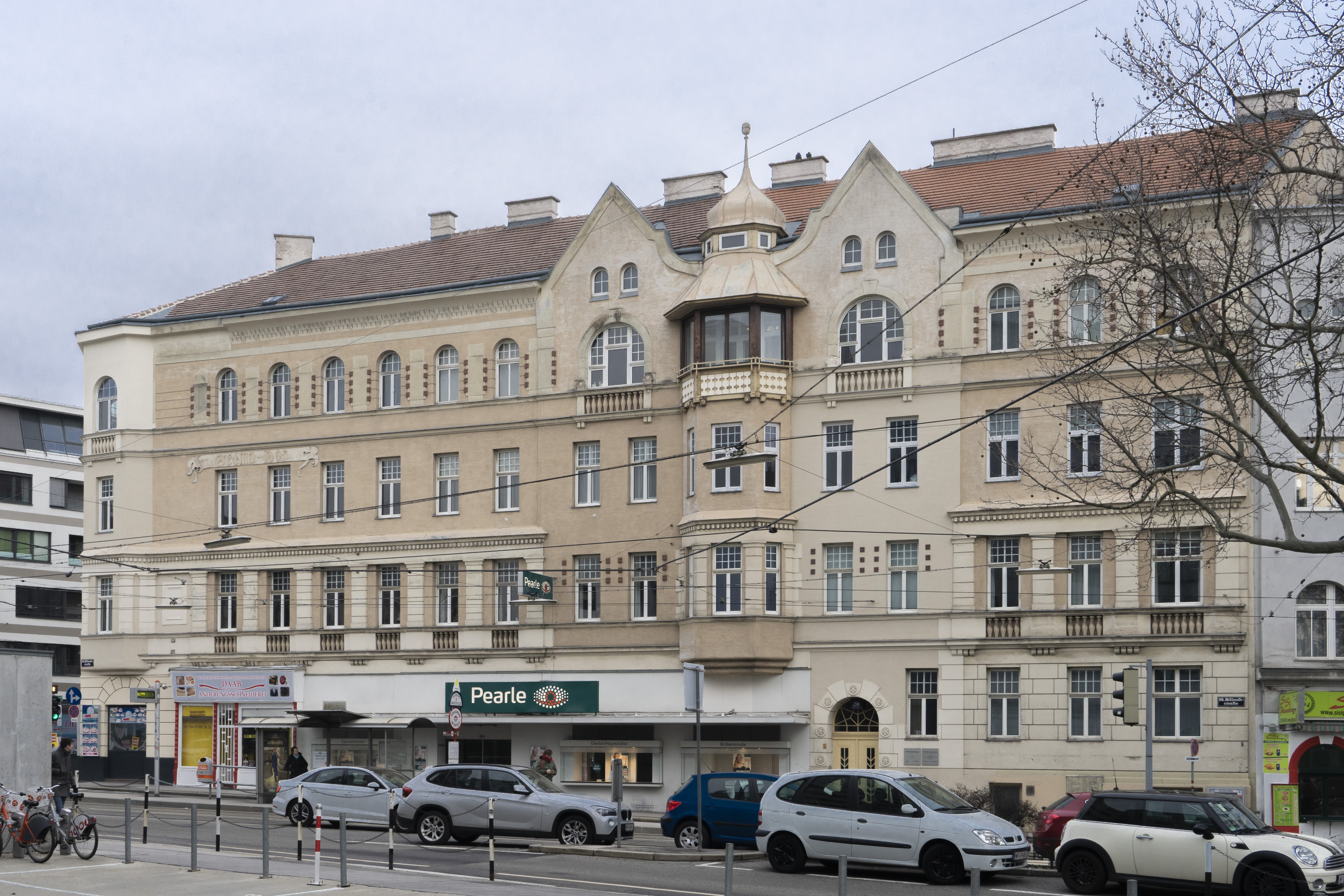
Selma-Hof
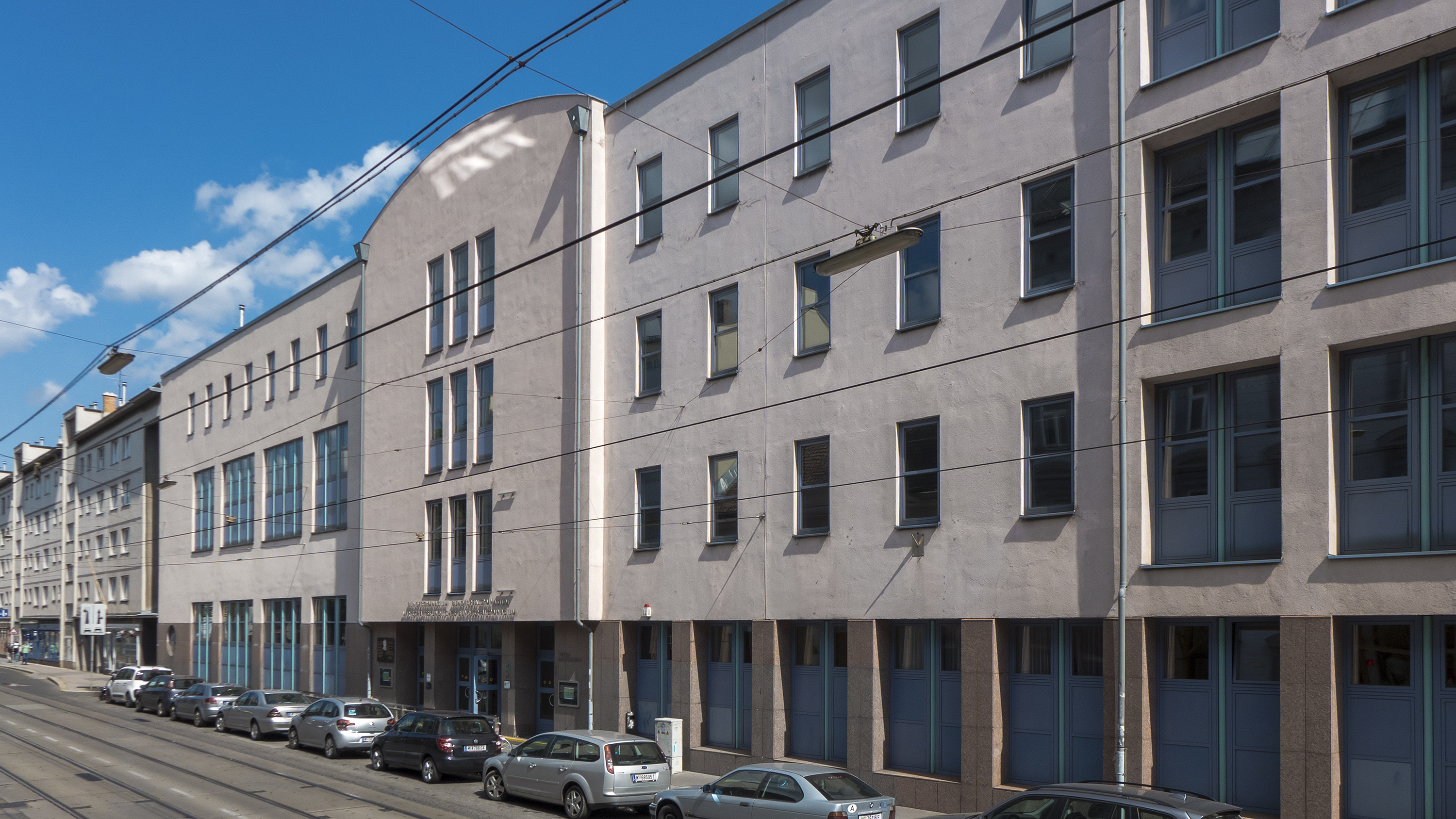
Billrothgymnasium
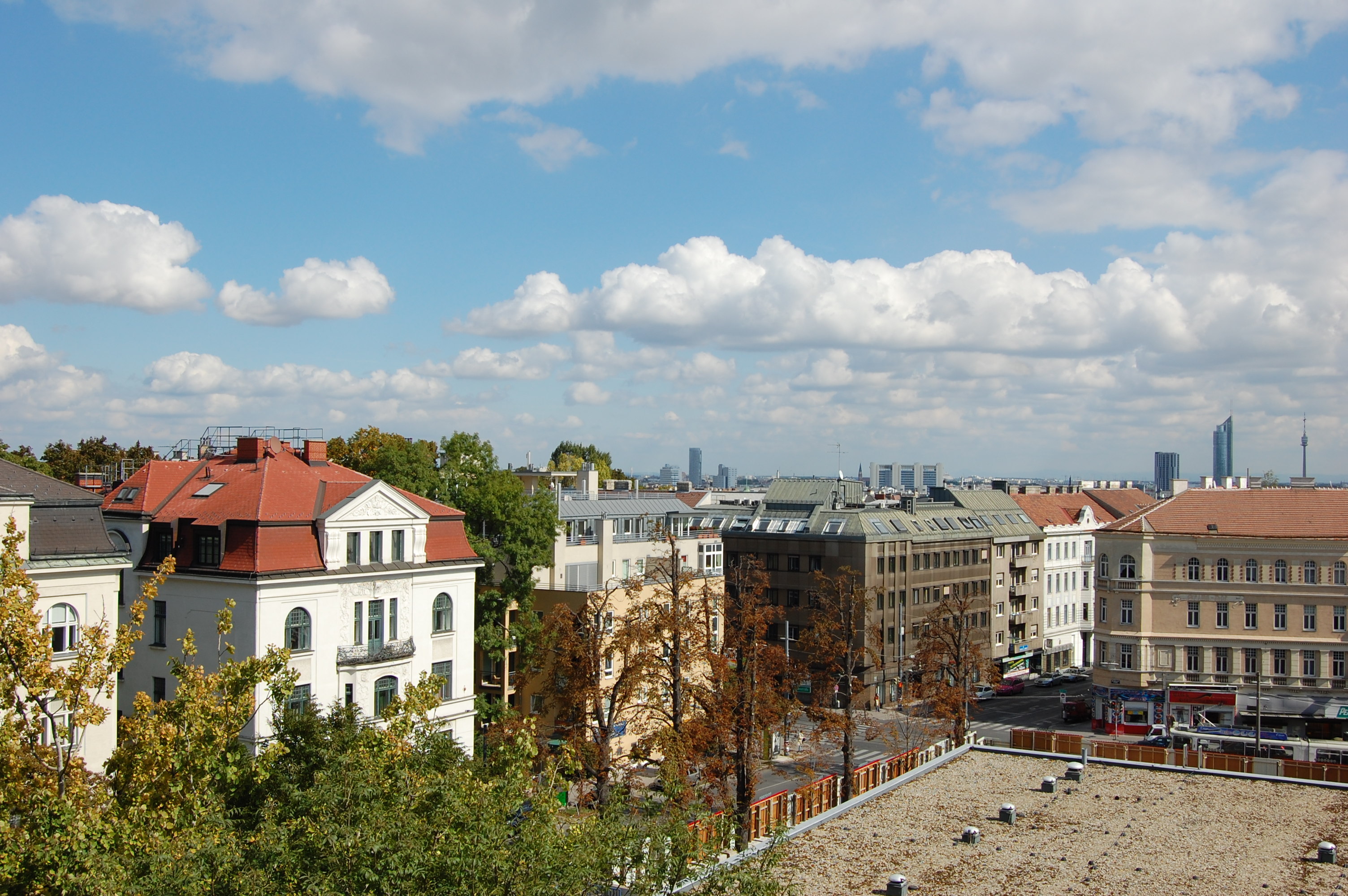
Billrothstraße Ecke Peter-Jordan-Straße – Hardtgasse
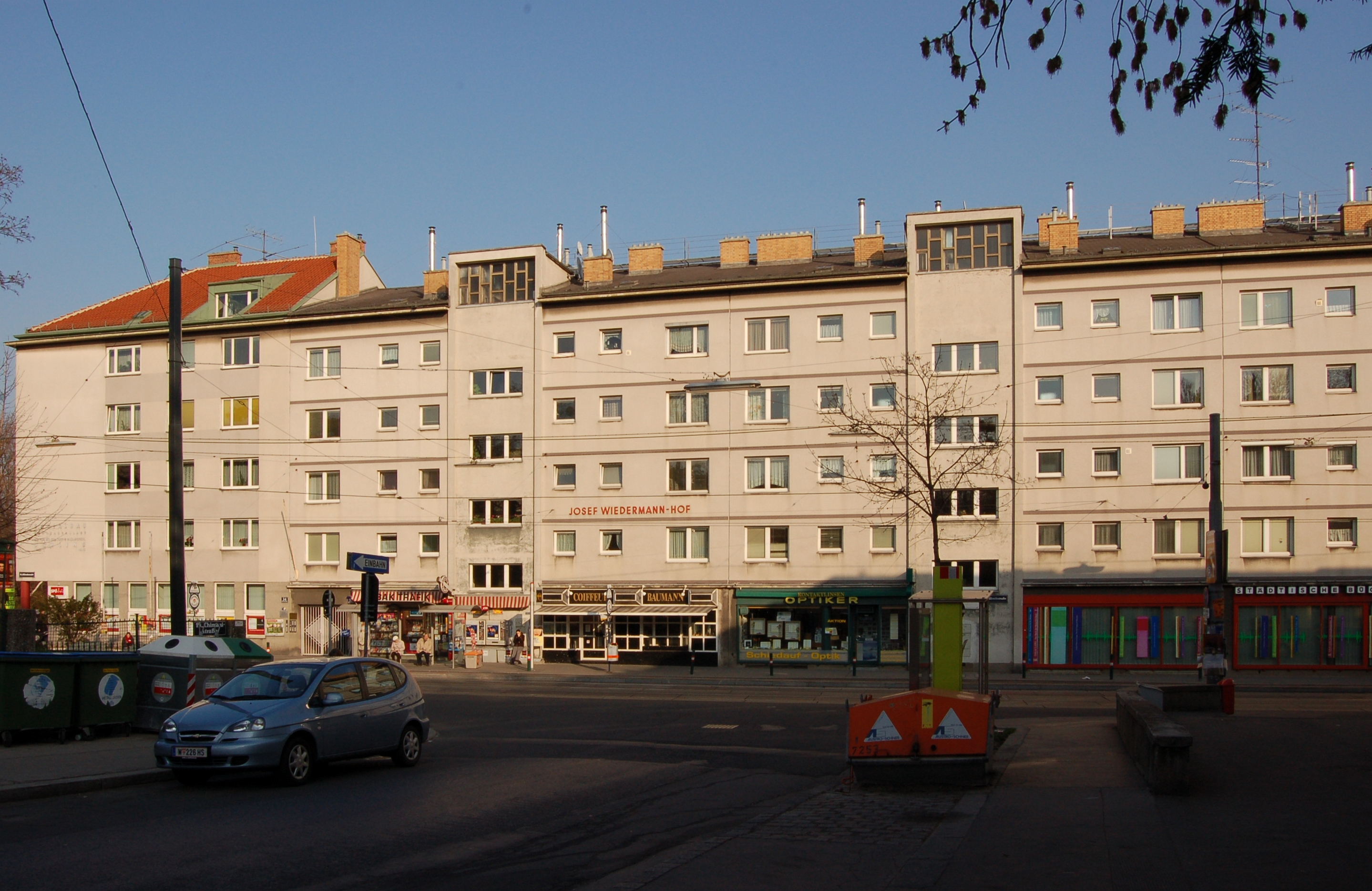
Josef-Wiedermann-Hof
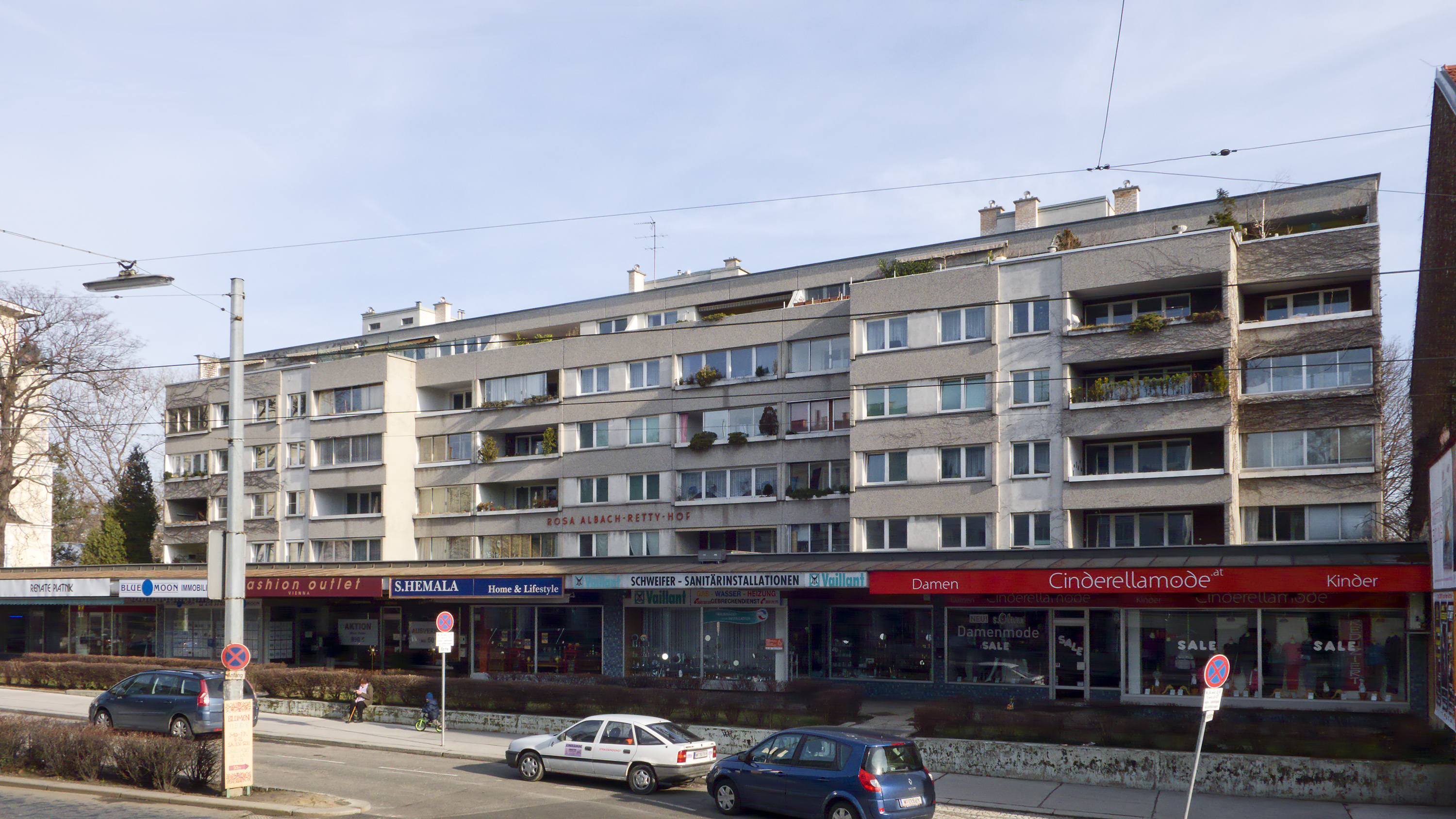
Rosa-Albach-Retty-Hof
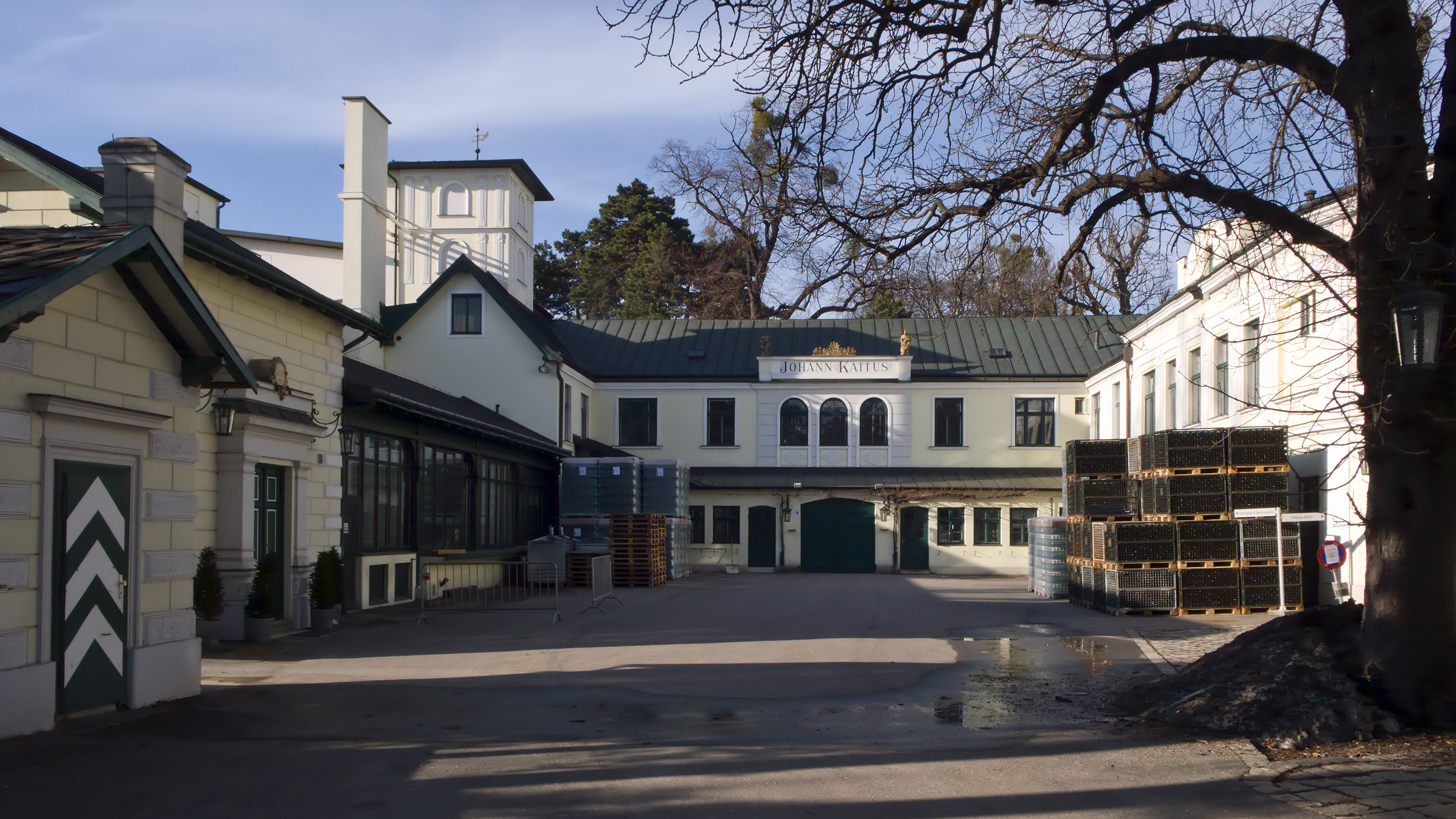
Kattus-Sektkellerei
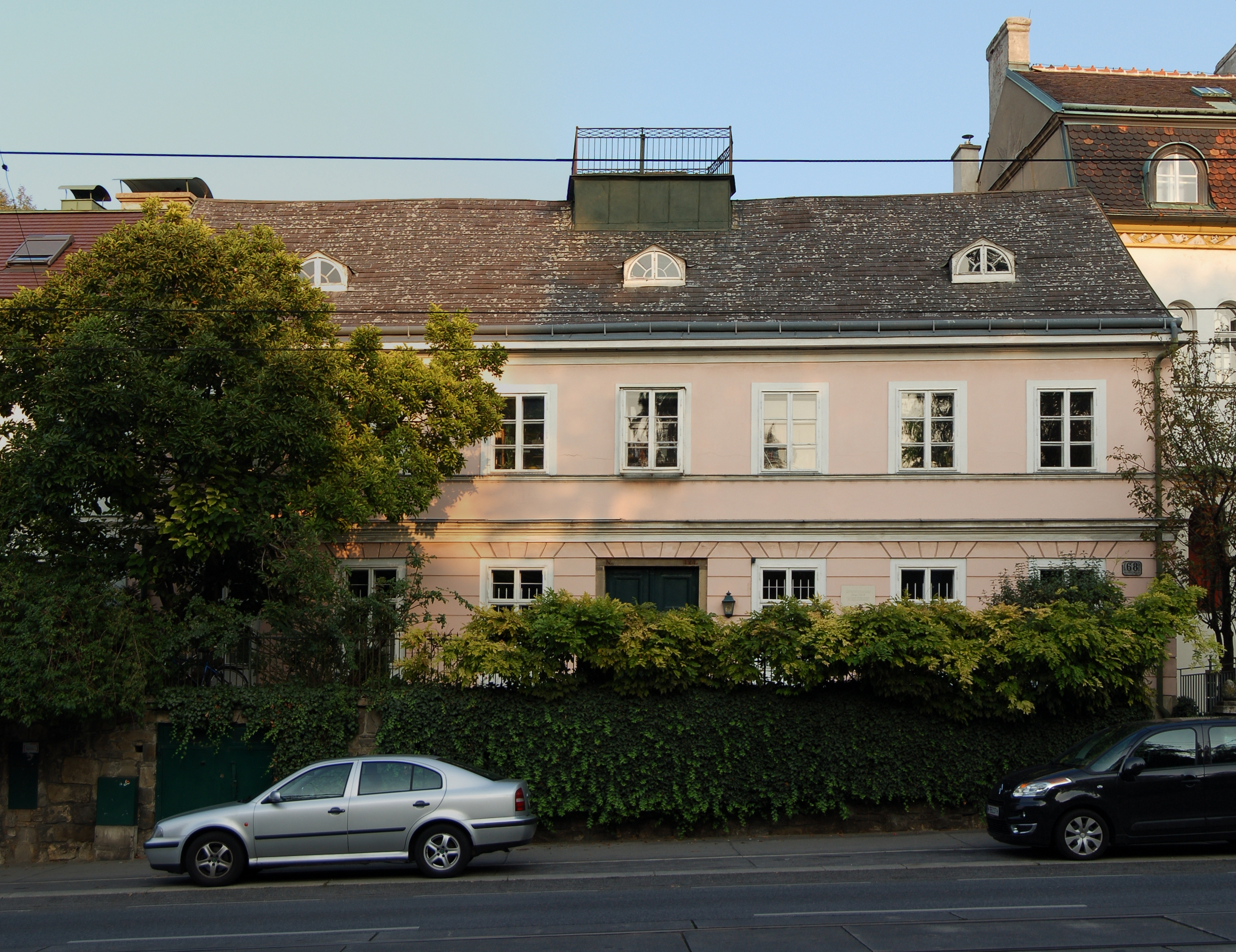
Nr. 68
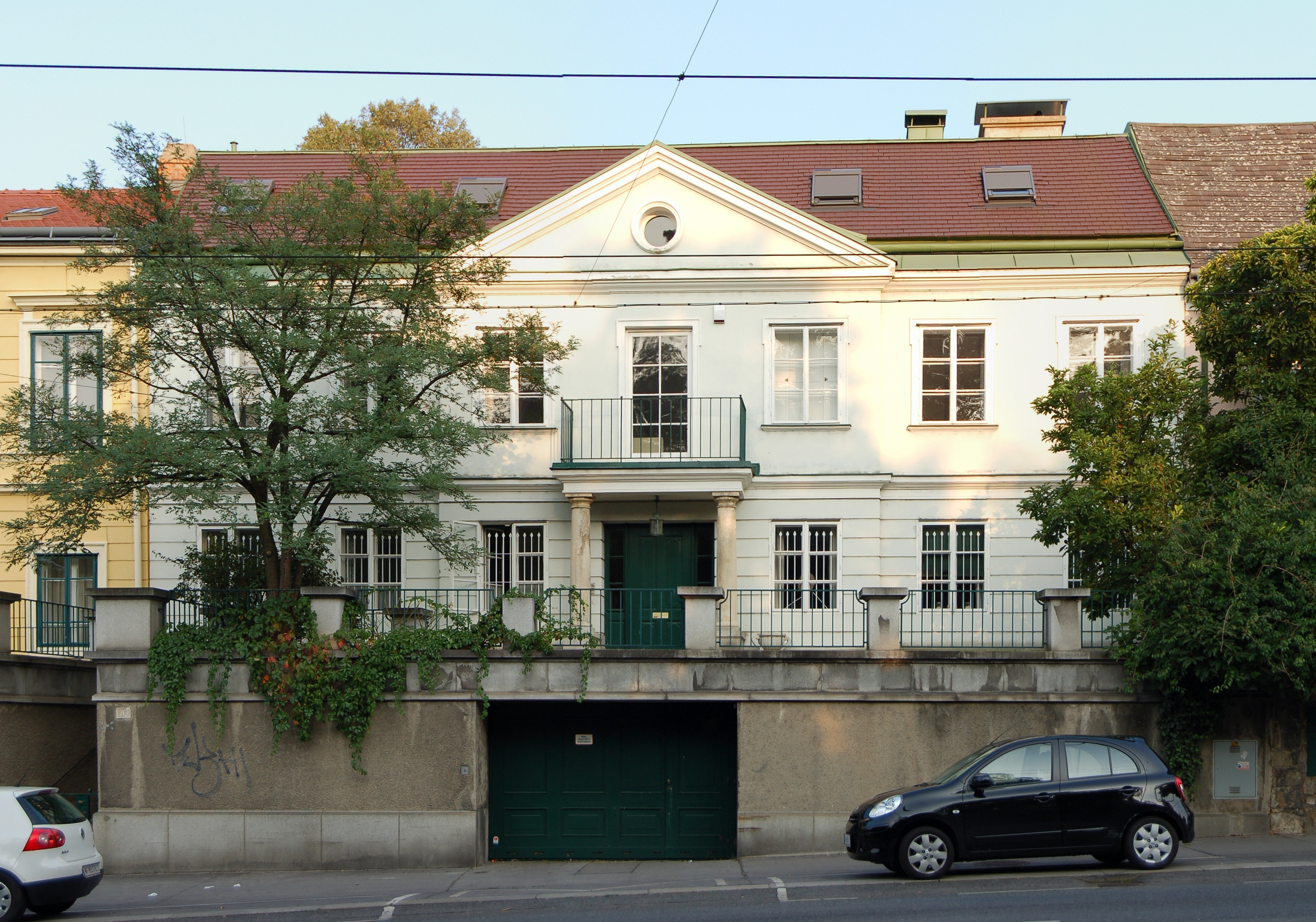
Nr. 70
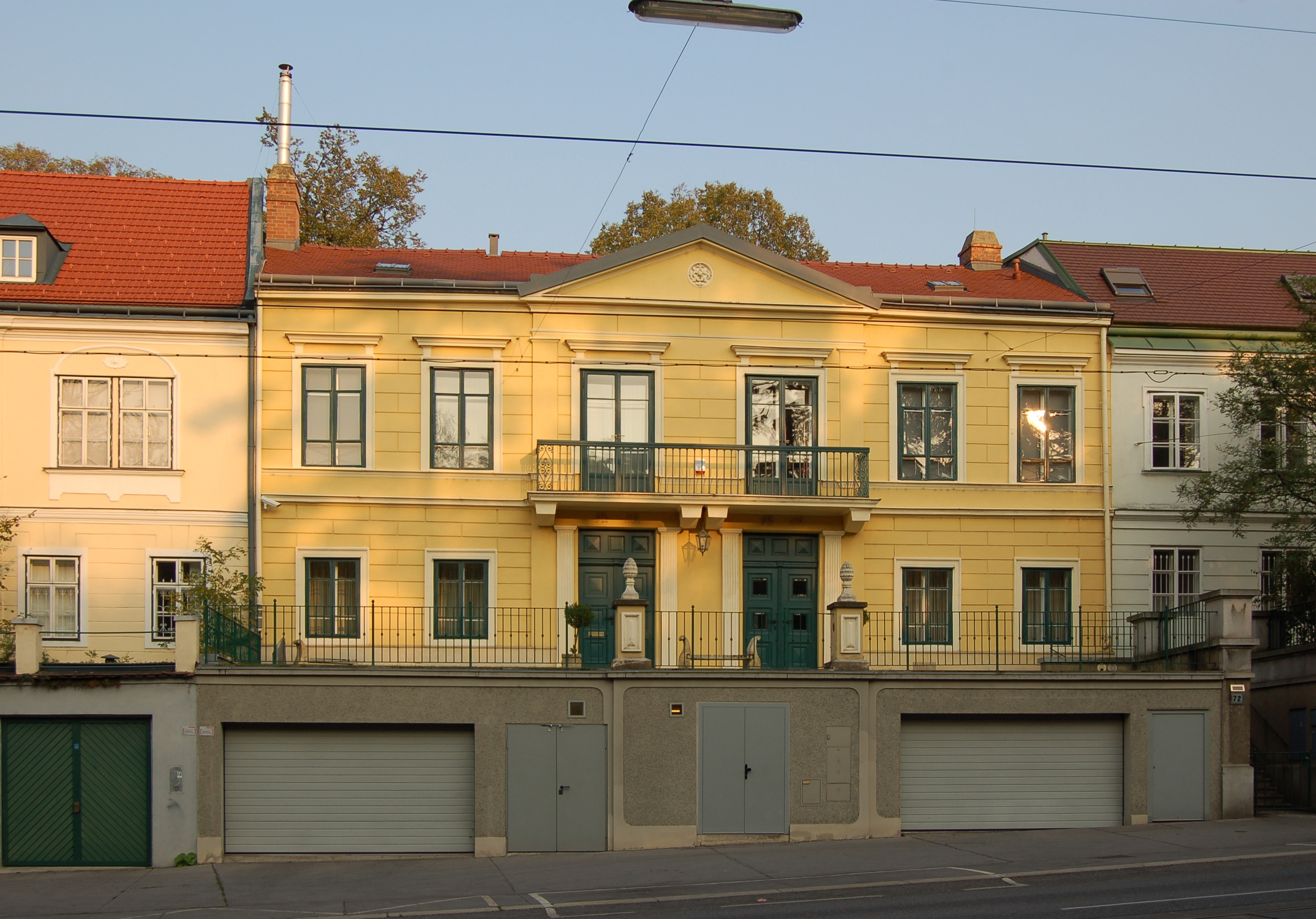
Nr. 72
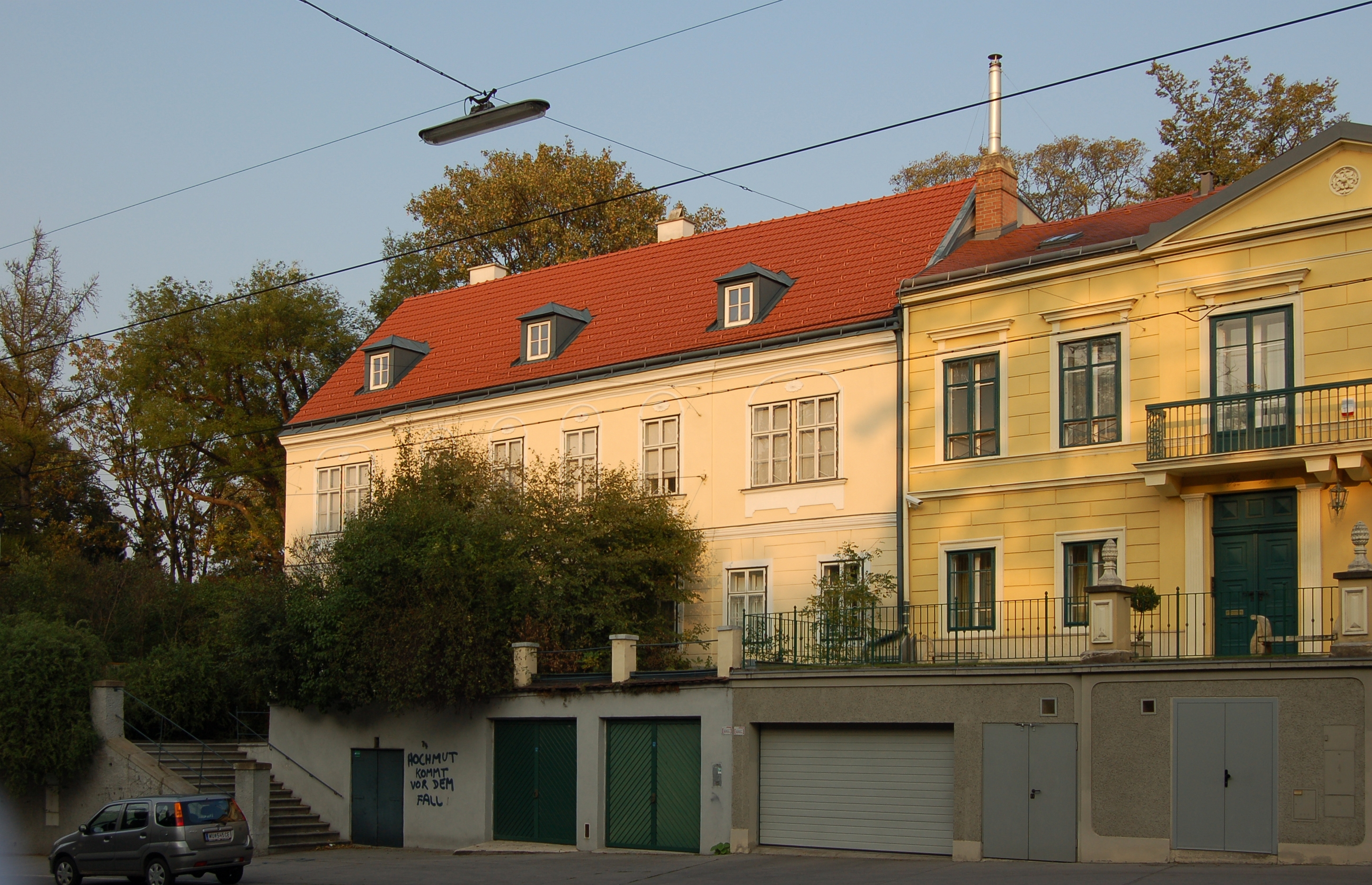
Nr. 74
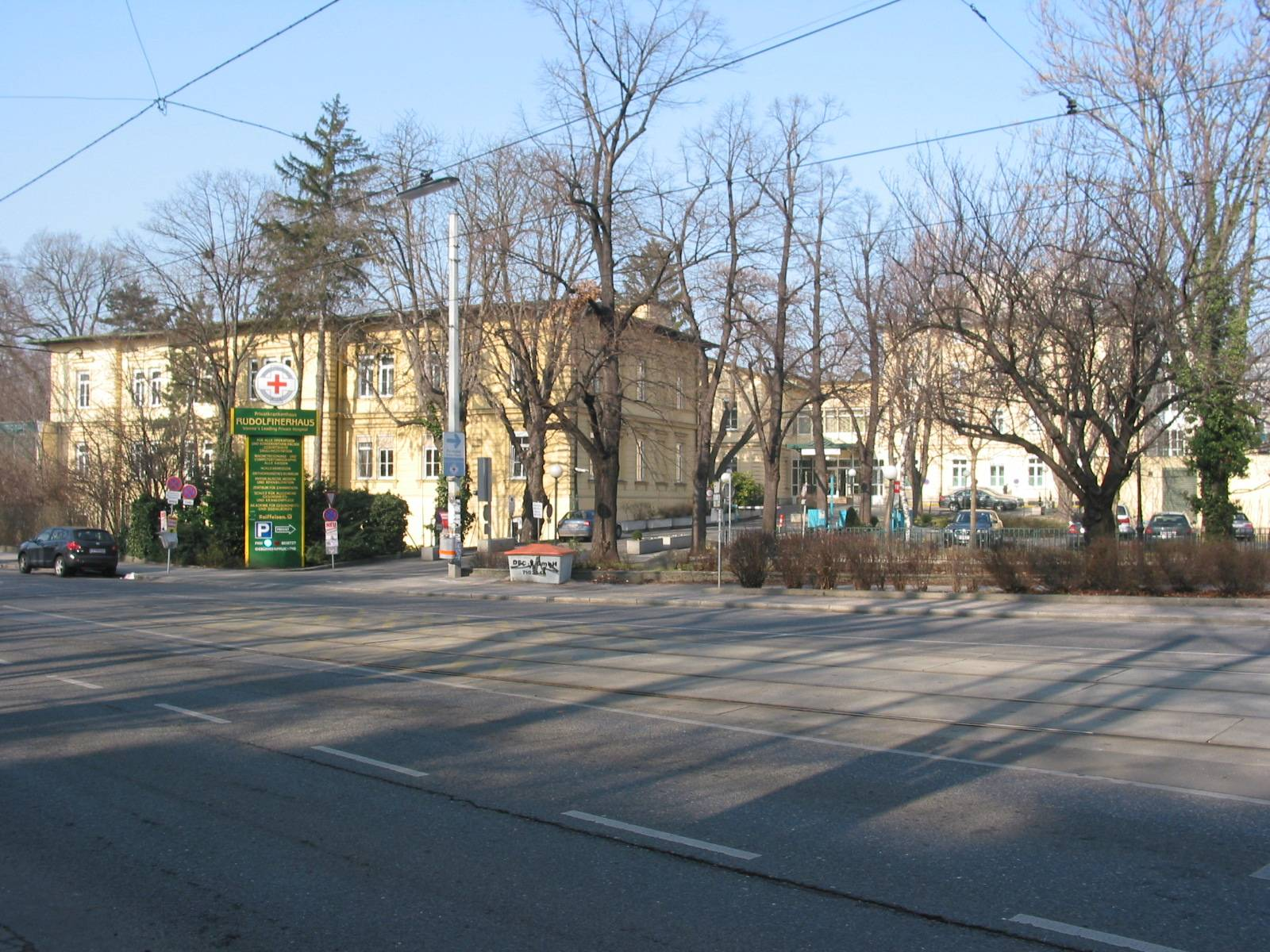
Rudolfinerhaus
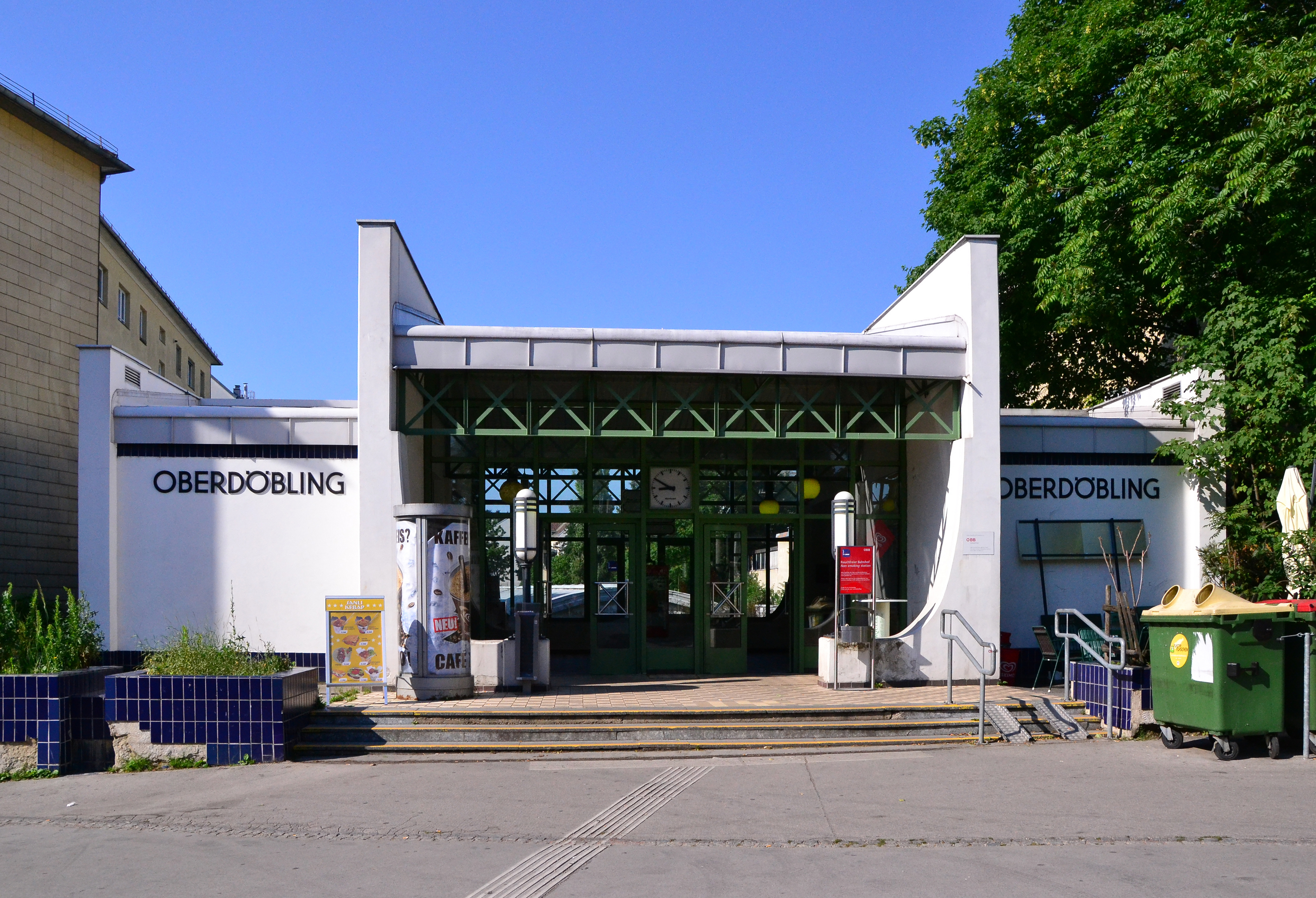
S-Bahn-Station Oberdöbling
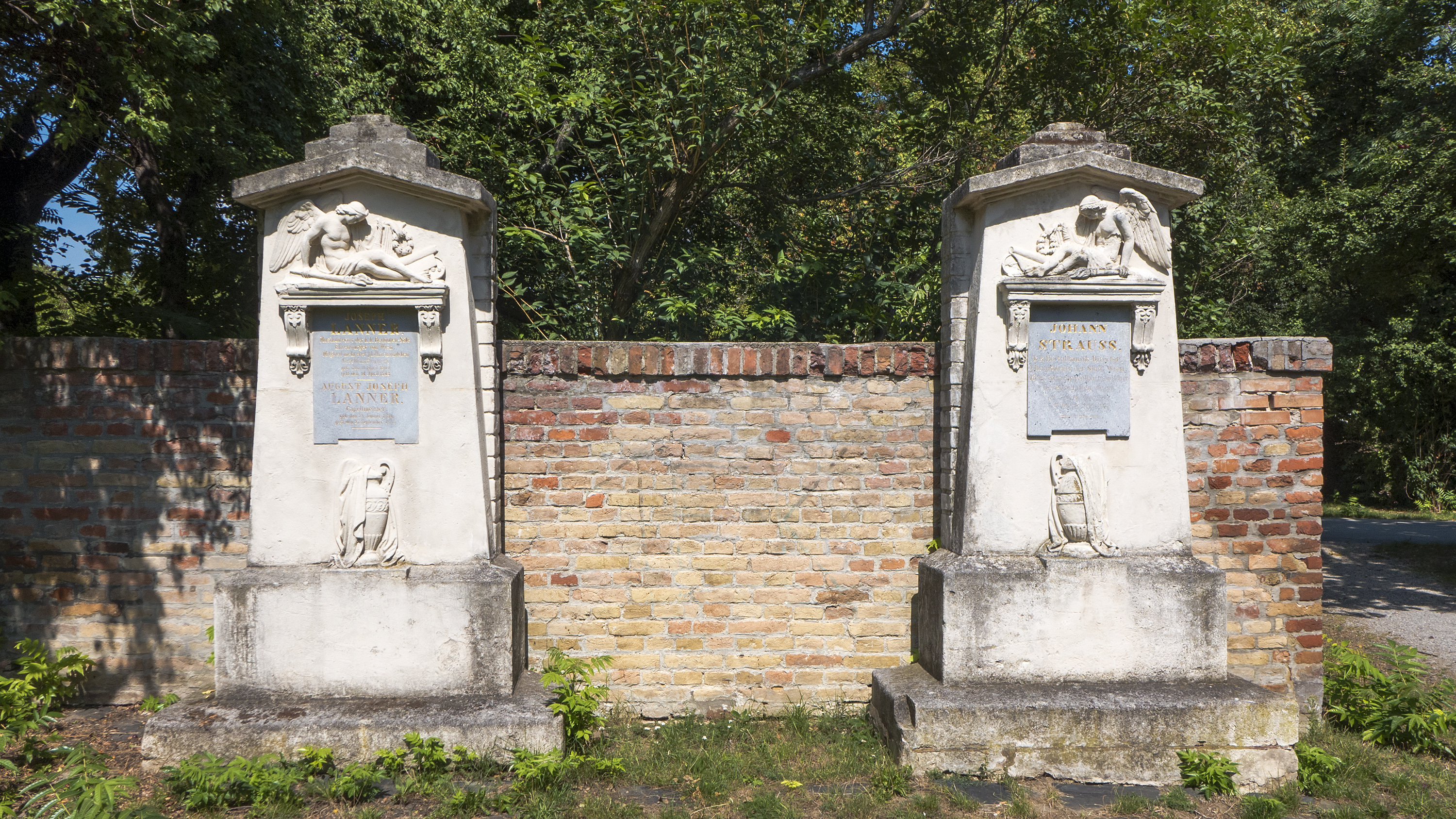
Grabsteine von Johann Strauss Vater und Joseph Lanner im Strauß-Lanner-Park